# Jazz over Villach

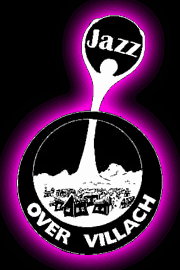
Logo Jazz over Villach

Jazz over Villach ist ein Musikfestival bei Villach in Kärnten, das vom Verein Liveact veranstaltet wird.
1995 startete Michael Wandaller neben einem Gasthof auf der Genottehöhe oberhalb von Villach-Warmbad ein Jazzfestival. Damals traten drei österreichische Bands auf, nämlich die Drauriver Dixie Band, The Funk Foundation und die Bigband aus Wiener Neudorf. Das Festival dauerte damals nur einen Tag.
Von diesen kleinen Anfängen mit nur wenigen Zuhörern mauserte sich das Festival zum größten Jazzfestival in Kärnten. 2005 traten über 130 Künstler bei diesem fünftägigen Sommerfestival auf. Im Rückblick auf die vergangenen Festivaljahre finden sich so berühmte Namen wie Deodato, Freddy Cole Quartett, Joe Zawinul, The Blues Brothers und Jestofunk.
Außerhalb der Festival-Zeit veranstaltet Michael Wandaller, der die Personifizierung des Vereins Liveact ist, noch viele andere Konzert-Highlights, vornehmlich in Villach. Auch hier wird nie an Jazz-Größen gespart und so waren unter anderem schon Dave Brubeck Quartet, Johnny Griffin Quartet, Ibrahim Ferrer und Buena Vista Social Club zu Gast.
Musiker aus Deutschland, Italien, Vereinigten Staaten, Niederlande, Großbritannien, Israel, Brasilien, Kuba und natürlich aus Österreich zeigten ihr Können sowohl beim Festival als auch bei den Veranstaltungen während des Jahres.